# 大安寮
大安寮，原寫為大安藔，是台灣新北市的一個地名，範圍為今土城區中部偏西南，包括大安里及永寧里。

## 歷史
台灣清治末期至日治前期，大安藔為一街庄，稱為「大安藔庄」，隸屬於擺接堡。大安藔庄北與沛舍坡庄、員林庄為鄰，東與埤塘庄、清水坑庄為鄰，南邊為成福庄、媽祖田庄，西邊為頂埔庄。
1920年（日治大正九年），改制為大字，地名並改寫「大安寮」，隸屬於台北州海山郡土城庄。當時大安寮大字下設有「大安寮」、「石壁坑」、「大暖坑」小字名。戰後土城庄改制為土城鄉，隸屬於台北縣，大字亦改制為村。其後土城鄉先後改制為土城市、土城區，村亦於改土城市時期改制為里。由於人口增加，如今大安寮地區已分為2個里。

## 交通
台北捷運板南線經過大安寮地區北部，境內設有永寧站。大安寮地區居民可由此路線及相關路網快速前往大台北地區各地，或至台北車站轉搭高鐵、台鐵或客運前往全台各地。
福爾摩沙高速公路大致以東西向穿越大安寮地區北部，在境內設有土城交流道，由此往北可前往中和、新店、深坑、汐止、基隆等地，往南可前往三峽、大溪、龍潭及中南部各地。
省道台65線又稱「新北市特二號道路」，是連絡中山高速公路五股交流道及福爾摩沙高速公路土城交流道的快速道路，在境內大致為南北向。由此道路往北可前往板橋、新莊、泰山、五股等地。
省道台3線以東北－西南走向經過本地區北部，是重要平面聯外道路，往西南可經三峽、大溪前往桃園市、新竹縣等地；往東北經板橋可進入臺北市。

## 學校
大安寮地區內有土城國中。

## 寺廟
- 承天禪寺
- 永寧福德宮、萬善堂